# Gaio Claudio Pulcro (pretore 56 a.C.)
Gaio Claudio Pulcro (in latino: Gaius Claudius Pulcher; 96 a.C.) è stato un politico romano.
Era figlio di Appio Claudio Pulcro, console nel 79 a.C., e fratello dell'omonimo Appio Claudio Pulcro, console nel 54 a.C. e probabilmente di uno o due anni più anziano di Gaio, di Publio Claudio Pulcro, che più tardi mutò il suo nome in Clodio, e di tre sorelle di nome Claudia, di cui si ricorda in particolare Clodia Pulcra Quarta.
Gaio Claudio Pulcro intraprese la carriera politica e raggiunse, dopo aver superato i primi gradi del cursus honorum, la pretura nel 56 a.C. Fu dunque propretore nella provincia d'Asia tra il 55 e il 53 a.C., e, di ritorno a Roma, meditò in un primo tempo di avanzare la propria candidatura al consolato. Decise più tardi di desistere dal proposito, e fu anzi processato per concussione: nel 51 a.C. fu definitivamente condannato e abbandonò la vita politica.